# Kate French (pentatleta)
Katherine Elizabeth French, nota come Kate French (Meopham, 11 febbraio 1991), è un'ex pentatleta britannica.
Ha rappresentato la Gran Bretagna ai Giochi olimpici estivi di Rio de Janeiro 2016, dove ha concluso al 5º posto nella gara individuale, e Tokyo 2020 in cui si è laureata campionessa olimpica. Nel gennaio 2025 ha annunciato il ritiro dalla attività agonistica

## Palmarès
- Giochi olimpici:

Tokyo 2020: oro nell'individuale.
- Mondiali

Kaoshiung 2013: oro a squadre;
Varsavia 2014: argento a squadre; argento nella staffetta mista;
Budapest 2019: argento a squadre; bronzo nell'individuale;
- Europei

Drzonków 2013: oro nella staffetta; oro a squadre;
Bath 2015: oro a squadre;
Sofia 2016: argento a squadre;
Székesfehérvár 2018: argento nell'individuale;
Bath 2019: oro a squadre; argento nell'individuale;